# 쿠만-킵차크
쿠만-킵차크 또는 쿠만-킵차크 연맹은 10~13세기 유라시아 스텝 서부의 부족 연합이었다. 서구권에서는 라틴어로 쿠마니아라고 불렀다. 그 연합은 이름 그대로 쿠만족과 킵차크족이라는 두 튀르크계 유목부족에 의해 지배되었다.
쿠마니아는 여러 이슬람 문헌에서 '킵차크의 초원'을 의미하는 다쉬트 이 킵차크(Dasht-i Qipchaq)로 기록되어 있으며, 이것은 다시 페르시아어와 아랍어로 알 쿠마니인(al-Qumāniyīn)이라고 알려졌다. 키예프 루스의 기록들은 이들을 '폴로프츠키아(Polovtskia)', 또는 '폴로베츠코에(Polovtskoe)'라고 언급했다.
이들을 멸망시키고 건국된 킵차크 칸국은 아이러니하게도 아르메니아 연대기 작가 헤툼(Hayton)에 의해 '코마니아(Comania)'라고 불리기도 했다.
쿠마니아는 또한 그들이 정착했던 몇몇 작은 지역들의 이름과 연결되어 대체적인 이름이 되기도 했는데, 대표적으로 헝가리 왕국의 쿤사그(Kunság)나 쿠마니아 교구 등이 있다.
헤툼은 쿠마니아를 두고 "완전히 평평하고 나무가 없다"라고 묘사했으며, 이슬람 여행가 이븐 바투타는 "이 황야는 푸르고 풀이 무성하며 나무와 언덕이 없고 높거나 낮거나...마차 이외에는 이 지역을 여행할 수 있는 수단이 없다."라고 언급했다. 한편 바투타와 동시대의 이슬람 지리학자인 함달라 무스타피는 다음과 같은 기록을 남겼다.
이곳은 6번째 국가이며, 평원에는 훌륭한 목초지가 있지만[...] 이곳에는 집이나 마을 등이 거의 존재하지 않는다. 대부분의 주민들은 평원의 유목민들이다. 이곳의 대부분의 땅은 늪이다[...] 그러나 그 목초지는 훌륭하고, 말과 소가 많으며 대부분의 개체군들이 그 생산물을 먹고 살아간다. 기후는 대체로 추우며, 그들의 물은 샘과 우물에서 나온다.

## 역사와 주변 집단과의 상호작용

카자흐족의 킵차크 탐가

11세기와 12세기까지, 쿠만족과 킵차크족은 오늘날의 카자흐스탄·러시아 서남부·우크라이나에서 몰다비아 남부·왈라키아 동부에 이르는 광대한 영토에서 지배적인 세력이었다. 그러나 이들 민족의 유목민적인 생활 방식을 고려할 때, 이들의 국경은 대략적이고 유동적인 것으로 간주될 수 있으므로 쿠마니아라는 명칭이 정확히 어떤 의미인지에 대해서는 시간이 지남에 따라 다양한 정의가 있어 왔다.
각각 다른 사료들은 그들의 지역과 시대에 따라, 그들만의 관점에서 광대한 쿠마니아 영토의 서로 다른 범위를 나타냈다. 비잔틴·러시아·조지아·아르메니아·페르시아·이슬람의 기록에 따르면, 쿠마니아는 발하슈 호 북쪽에서부터 시작하여 흑해~카스피해까지 이어지는 초원 지대(폰토스-카스피 스텝)에 위치해 있는데, 이 지역의 드니프로강·볼가강·우랄강·이르티시강 하류 저지대는 쿠만족의 유목생활에 유리한 곳이었다.
몽골 침입 이후 단기간이지만, 서양의 기록에서 쿠마니아는 왈라키아 동부와 우크라이나 남부(부자크 저지대와 바라간 평원 지대를 중심으로) 지역을 가리키기도 했는데, 왜냐하면 이 무렵 서쪽으로 밀려난 쿠만족과 유럽 기독교인들 사이에 첫 접촉이 이루어졌기 때문이었다. 이후 그곳의 쿠만족들은 가톨릭을 받아들였다.
튀르크족의 전통적인 방위에 따른 색상 배치와 연관지어, 백(白)쿠마니아가 서쪽의 왈라키아에 있었고, 흑(黑)쿠마니아가 북쪽의 몰다비아를 의미했다는 가설도 있다.

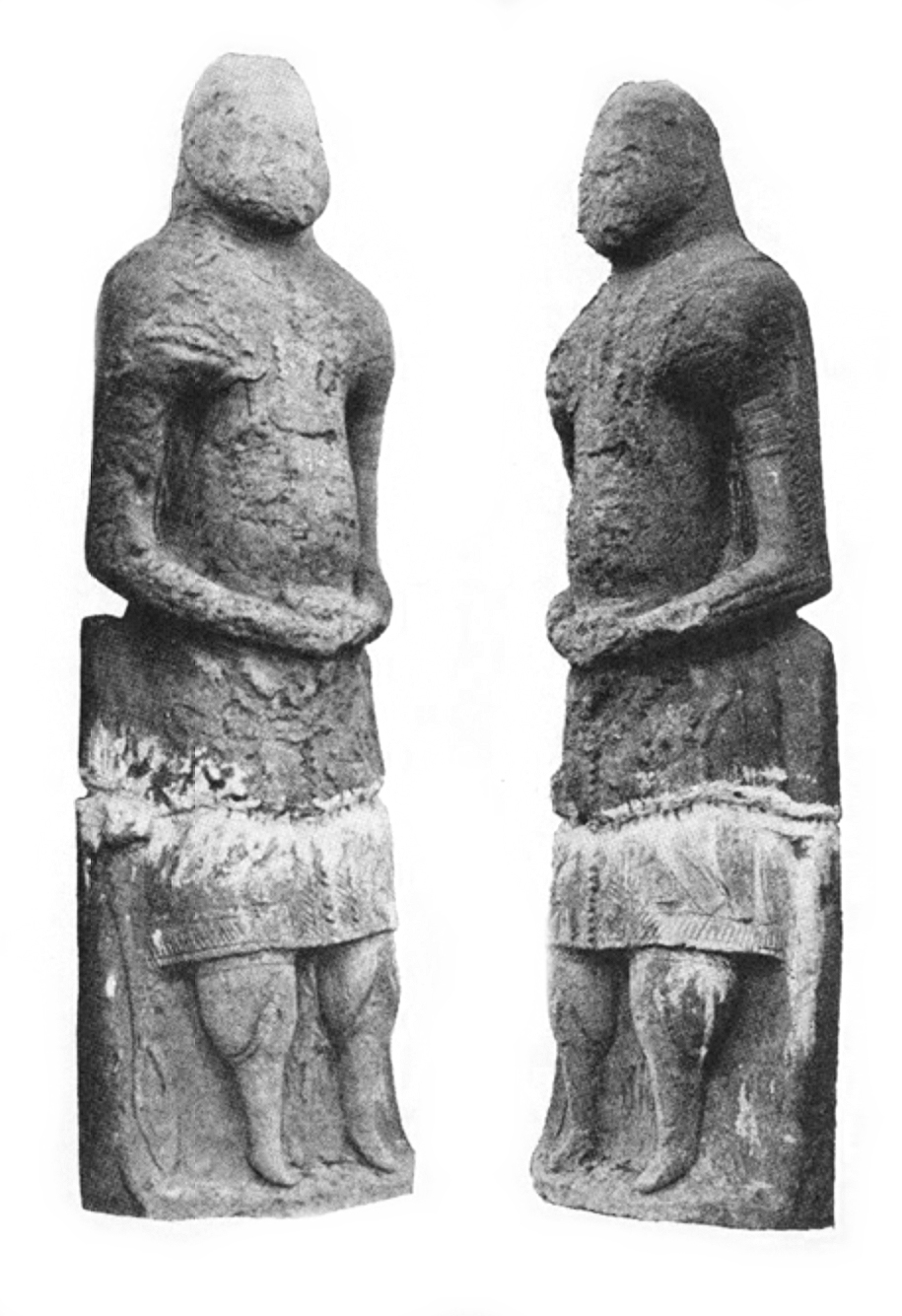
2명의 쿠만-킵차크 전사를 묘사한 조각상. 왼쪽의 조각상 발 밑에는 악기가 있다. 현재 우크라이나 크림 반도의 심페로폴 박물관 소장.

수많은 거대 유목민 연맹체의 경우와 마찬가지로, 민족명인 "쿠만"은 실제적인 구성 민족이 달랐을 수도 있을 것을 시사한다. 물론 주요 지배층은 튀르크 계통의 언어를 사용하는 튀르크계 민족이었지만, 이들의 밑에는 다른 민족적 구성 요소들이 포함되어 있었다. 따라서 "쿠마니아"라는 이름은 주로 연맹의 주도적인 부족이나 씨족을 가리키는 정치적 명칭이었을 수도 있다.
페르시아의 역사가 라시드 앗 딘 하마다니(Rashid al-din hamadani)는 저서『 몽골의 역사』에서 몽케 칸 시기의 정복 기간 도중인 1236-1237년 사이에 쿠마니아를 언급했다. 그 중에서도 그는 킵차크족, 아시족(아마도 야즈족), 카라울라기족("검은", 아마도 블라흐인)에 대해 주로 언급한다.
군사적인 지배 세력으로써 느슨하게 연결된 부족 단위로 구성된 쿠만-킵차크 연맹의 광대한 영토는, 결코 강력한 중앙집권력에 의해 정치적으로 통합되지 않았다. 쿠마니아는 국가도 제국도 아니었지만, 독립적인 통치자들 휘하의 여러 집단들, 즉 부족장들이 스스로 주도적으로 행동함으로써 때로는 주변 국가들(키예프 루스, 불가리아, 동로마 제국, 아르메니아, 조지아)의 정치 상황에 개입하기도 했다. 그리고 이들은 최종적으로 아랍 칼리파와 튀르크 술탄을 섬기면서 강력한 전사 집단인 맘루크를 형성했고, 훗날 호라즘 제국이나 맘루크 술탄국 등이 건국되는데 지대한 역할을 했다.

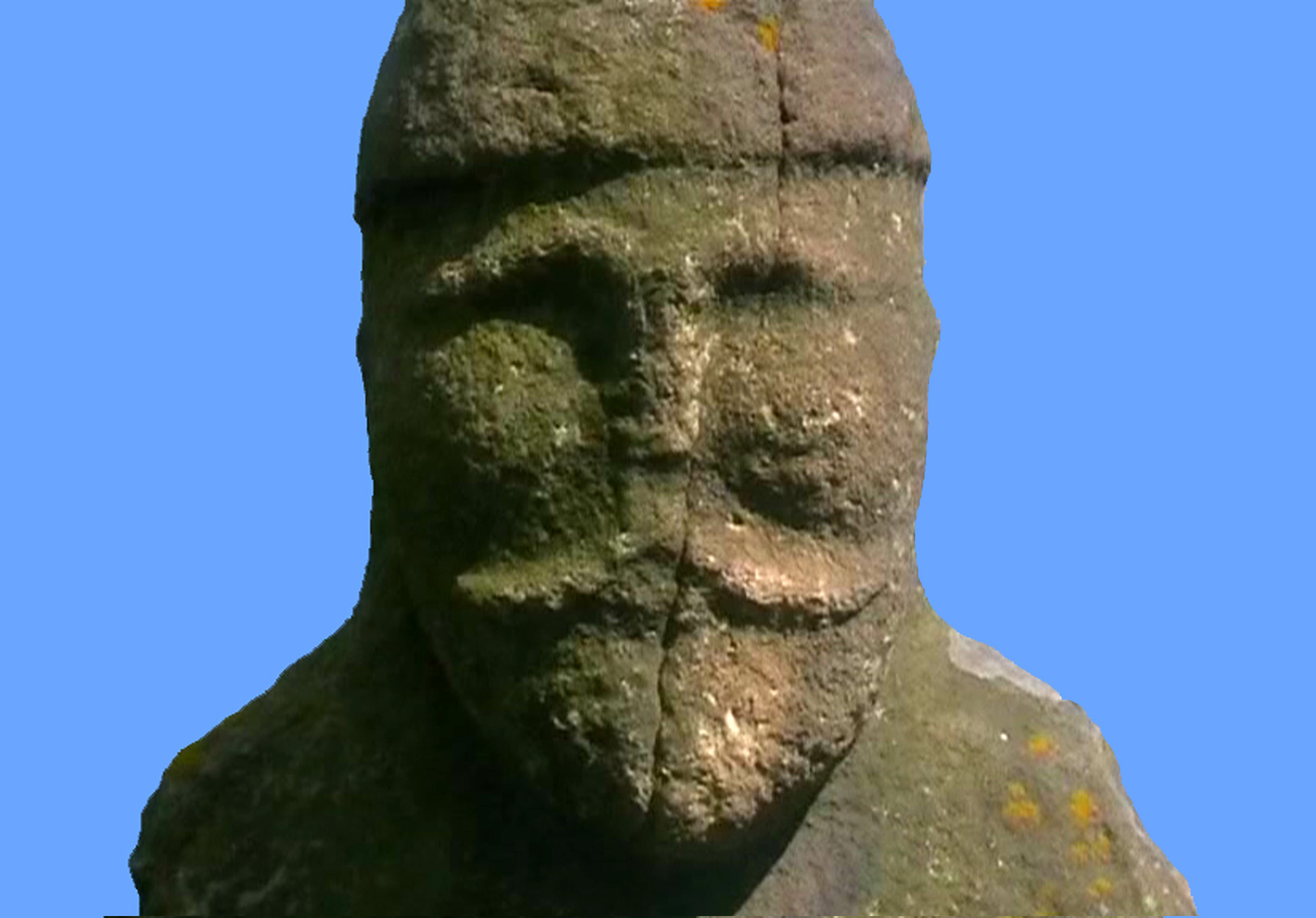
루한스크에 있는 쿠만-킵차크 전사 조각상. 12세기 무렵에 제작된 것이다.

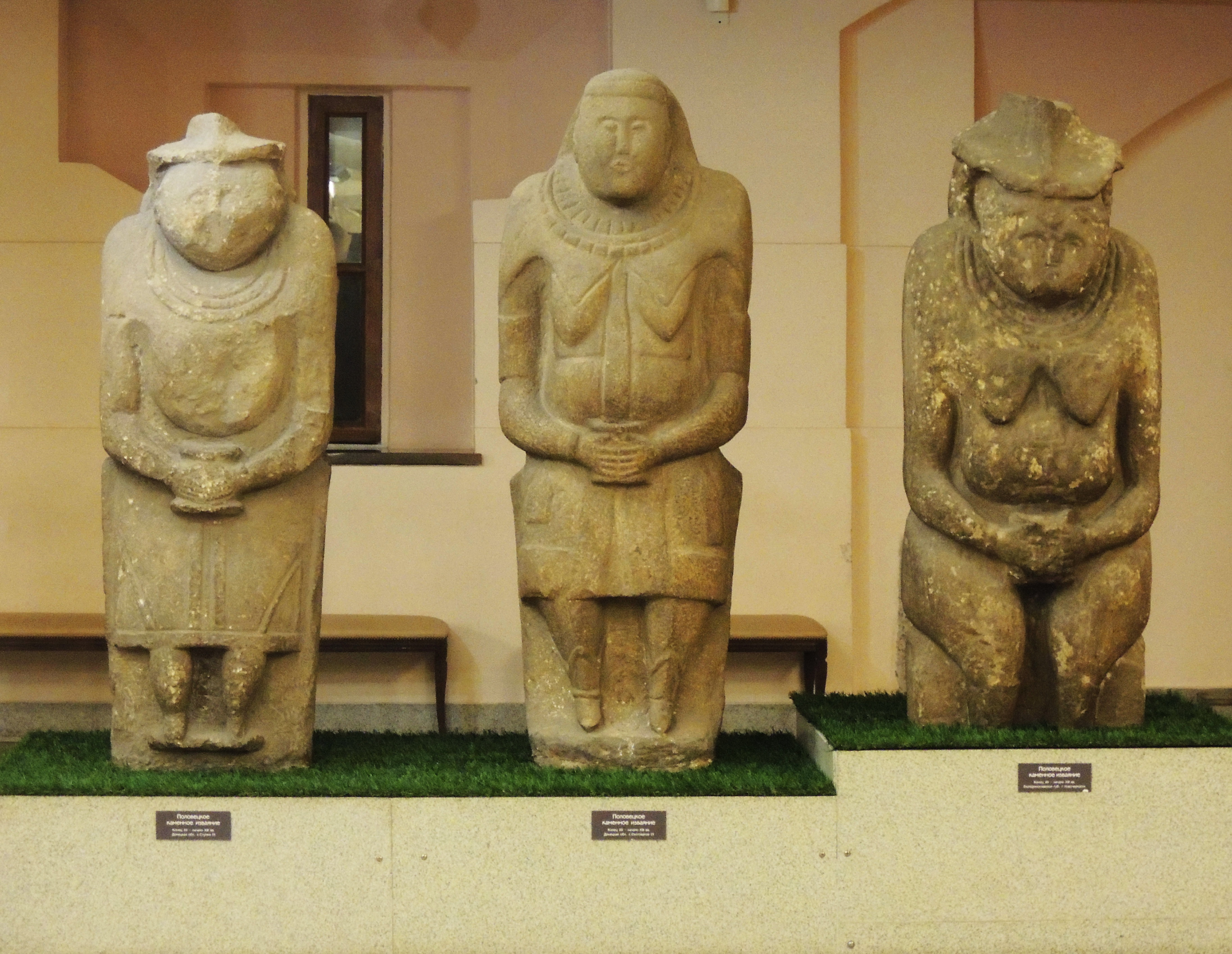
쿠만족 조각상. 현재 모스크바 국립 역사 박물관 소장.

발칸 반도에서, 쿠만족들은 당시 그 지역에 위치한 거의 모든 국가들과 접경하게 되었는데, 이들은 곧 불가리아인·블라흐인과 동맹을 맺고 헝가리 왕국과 동로마 제국에 맞서 싸웠다. 한편 몇몇 쿠만인들은 독립적인 세력을 구축하거나 아예 국가를 건국하기도 했다. 예를 들어, 이름이 명백한 쿠만 부족장 토코메리우스는 아마도 다뉴브강 북부의 불가리아 국가들을 통합했으며, 그의 아들 바사라브 1세는 마자르인의 지배에 맞서 항거하여 왈라키아 공국을 건국했다. 이러한 해석은 11세기 루마니아 지역의 상황에 대한 일반적인 견해와 대체로 일치하는 경향을 보인다. 이 지역의 원주민들은 다양한 군소 연맹체에서 한 발자국 더 나아가 마을 공동체의 집합을 형성했고, 이것이 점차 발전하여 소왕국이 되었으며, 어떤 이들은 군사적으로 지배적이었던 다양한 유목집단에게 복속하기도 했다.(중세의 루마니아 참조)
폰틱 쿠마니아와 동쪽의 나머지 쿠마니아들은 13세기 중반 몽골의 유럽 원정으로 인해 그 존재가 종식되었다. 1223년 칭기즈 칸 휘하의 제베와 수부타이가 이끄는 군대가 칼카강 전투에서 쿠만족을 크게 무찔렀고, 결정적인 타격은 1241년에 이루어졌다. 그 뒤 쿠만-킵차크 연맹은 와해되었으며, 스텝 지대에 잔존해 있던 쿠만족들은 이후 세워진 킵차크 칸국의 지배기를 거치면서 점차 몽골인~슬라브인들과 동화되었다. 하지만 대부분의 쿠만족들은 서쪽의 헝가리 왕국, 비잔티움 제국, 불가리아 등으로 이동했다.

## 쿠만 디아스포라: 쿤사그와 쿠마니아 교구

근대 초기 쿤사그의 국장

헝가리 대평원에 진압한 쿠만족 피난민들은, 곧 쿠마니아를 뜻하는 헝가리어 '쿤사그(Kunság)'로 알려진 지역에 정착했다. 이후 시간이 지나면서 이 지역은 대쿠마니아(Nagykunság)와 소쿠마니아(Kiskunság)로 각각 명칭이 구분되었으며, 쿠만인들은 그곳에서 근세까지 그들의 언어와 일부 민족 관습을 잘 유지했다.
'쿠마니아'라는 명칭은 또한 쿠마니아가 이 지역에서 뚜렷한 정치적 집단으로 존재하지 않게 된 지 한참 후인 1523년까지 보존되었다.
1227년, 밀코불에서 한 쿠만 부족장 보르츠가 가톨릭으로 개종했고, 교황 그레고리오 9세는 쿤사그 지역의 대주교 로베르트에게 쿠마니아와 인근 브로드니키족의 땅을 대표하는 권한을 부여했다. 이 새로운 교구의 주교인 테오도리쿠스는 헝가리 왕국의 도미니코회를 수호하게 되었다.

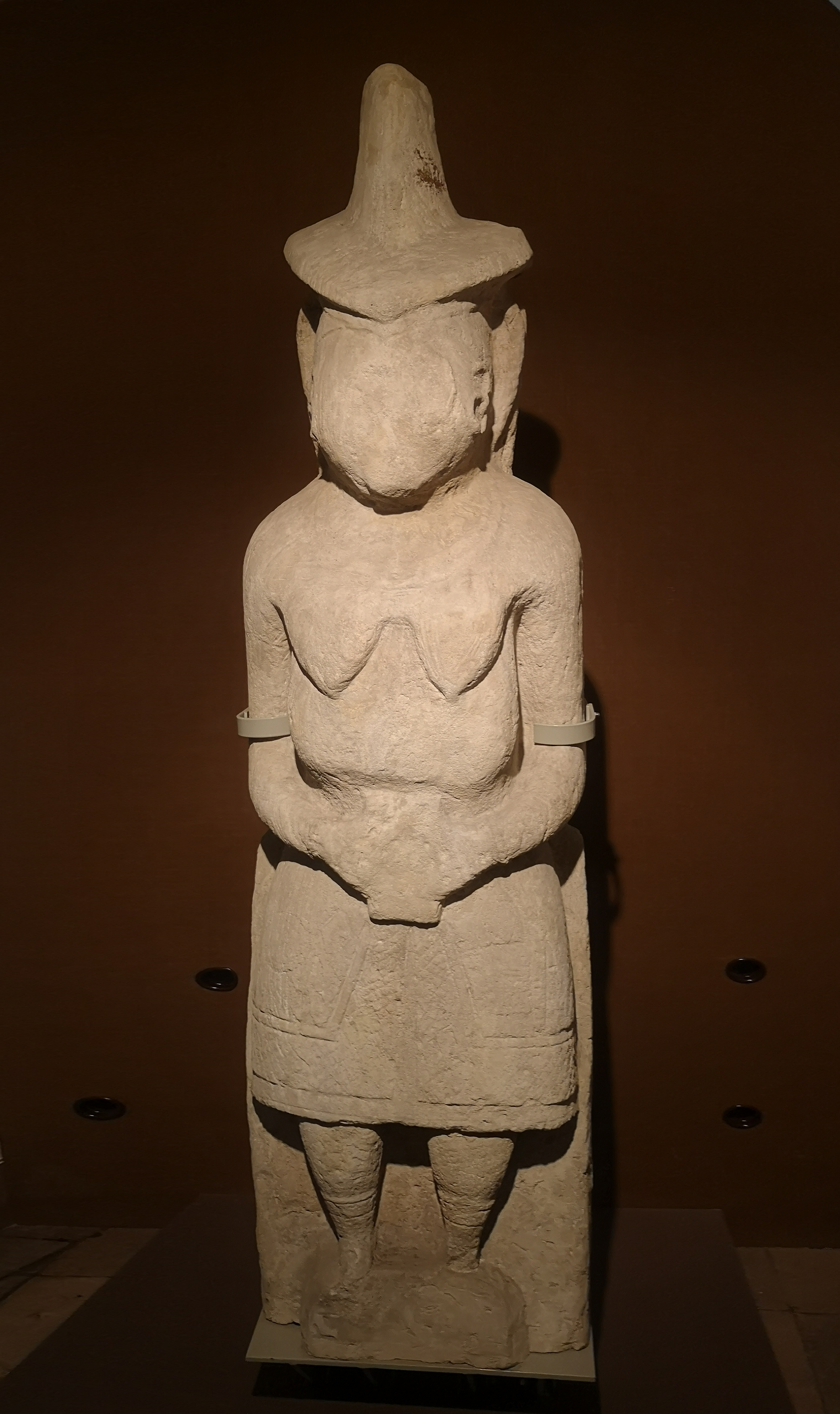
우크라이나에 있는 쿠만-킵차크 조각상. 12-13세기 사이에 제작된 것으로 추정.

그리하여, 쿠마니아 교구는 1228년 헝가리 왕 벨러 4세가 "렉스 쿠마니에(Rex Cumaniae, 쿠마니아의 왕)" 칭호를 흭득하고, 쿠만족들을 이후 있을 몽골 침입에 대비하여 북서부 지역에 정착시키면서 에스테르곰 상위 대주교령의 일부로 편입되었다. 한 기록에 따르면, 그들이 비록 "이교도"인 블라흐인의 땅에 속하고 "이교"인 루마니아 정교회의 영향을 받았음에도 불구하고, 민족에 관계없이 시비우, 부르젠란트, 브라쇼브 및 하롬셰크에서 가톨릭 신앙을 유지했다고 한다.
당시 헝가리와 교황령의 문서들은 쿠마니아라는 명칭을 통해 세네슬라우 지역의 동쪽 경계와 브로드니키(부저우, 브란체아 남부, 갈라티 남부) 지역의 땅, 즉 오늘날의 문테니아 일대를 구분지었다. 하지만 이때 "쿠마니아"라는 이름을 사용했다고 해서 쿠만인이 그 지역에서 지배적이었다는 것으로 이해해서는 안되고, 그들이 거주했던 땅조차도 쿠마니아 교구 전체를 가리켰다고 보아서는 안될 것이다.
군사적인 관점에서, 쿠마니아 교구를 구성하는 땅은 튜튼 기사단(1222년 초) 또는 블라흐인들에 의해 소유되었다. 이후 쿠마니아라는 용어는 그 지역의 교구에 종속된 모든 카톨릭 신자들을 의미하게 되었고, 어떤 경우에는 "왈라흐"라는 용어와 대체될 수도 있었다.

## 동화
시간이 흐르면서, 쿠만족들은 점차 주류 헝가리인에 동화되었다. 대쿠마니아와 소쿠마니아는 헝가리 왕국 내에서 대타협 이후인 1870년대까지도 존속했다. 이후 헝가리가 근대화를 이루는 과정에서, 소쿠마니아는 오늘날 헝가리 남부의 바치키슈쿤주(Bács-Kiskun)로 통합되었고, 대쿠마니아는 헝가리 동부의 야스너지쿤솔노크주(Jász-Nagykun-Szolnok)로 통합되어 오늘날까지 이어져오고 있다.

## 참고 항목
- 튀르크족
- 튀르크 연대표 (500-1300)
- 쿠만족
- 페체네그
- 킵차크족
- 쿤사그
- 몽골의 유럽 원정
- 루마니아의 역사
- 쿠만어

## 같이 보기
- 튀르크족
- 페체네그인
- 킵차크인
- 몽골의 유럽 원정
- 카라임족
- 쿠만어